# 九條師孝
九條師孝（1688年10月27日—1713年8月15日），是江戶時代中期的公卿，也是藤原北家攝關家的九條家當主。

## 生涯
九條師孝在元祿元年（1688年）出生，是父母九條輔實及益子內親王（後西天皇皇女）的長子。元祿七年（1694年）敘從五位上，後在元祿十年（1697年）昇敘從三位，位列公卿。
寶永六年（1709年）任右近衛大將，後轉任左近衛大將，到正德三年（1713年）辭官逝世，享年25歲。
| 王位覬覦者      | 王位覬覦者                              | 王位覬覦者      |
| --------------- | --------------------------------------- | --------------- |
| 前任： 九條輔實 | 九條家當主 1730年1月30日－1713年8月15日 | 繼任： 九條幸教 |
| 官衔            |                                         |                 |
| 前任： 久我通誠 | 右大將 1709年6月1日－1713年1月14日      | 繼任： 二條吉忠 |
| 前任： 近衛家久 | 左大將 1713年1月14日－1713年8月15日     | 繼任： 二條吉忠 |